# Danh sách phim Telugu có doanh thu cao nhất
Dưới đây là danh sách các bộ phim ăn khách nhất của Tollywood.
 Phần nền được tô xanh cho thấy các bộ phim đang được phát hành trong tuần bắt đầu từ 9 tháng 1 năm 2020 tại các rạp trên toàn thế giới.
| Xếp thứ | Tên phim                       | Năm  | Đạo diễn           | Hãng                                                         | Doanh thu toàn cầu |
| ------- | ------------------------------ | ---- | ------------------ | ------------------------------------------------------------ | ------------------ |
| 1       | Sử thi Baahubali 2: Hồi kết    | 2017 | S. S. Rajamouli    | Arka Media Works                                             | ₹1810 crore        |
| 2       | Sử thi Baahubali               | 2015 | S. S. Rajamouli    | Arka Media Works                                             | ₹600 crore         |
| 3       | Saaho                          | 2019 | Sujeeth            | UV Creations và T-Series                                     | ₹424 crore         |
| 4       | Sye Raa Narasimha Reddy        | 2019 | Surender Reddy     | - Konidela Production Company                                | ₹250 crore         |
| 5       | Thống Đốc Trẻ Tuổi             | 2018 | Koratala Siva      | DVV Entertainments                                           | ₹225 crore         |
| 6       | Rangasthalam                   | 2018 | Sukumar            | Mythri Movie Makers                                          | ₹210 crore         |
| 7       | Maharshi                       | 2019 | Vamsi Paidipally   | Sri Venkateswara Creations, Vyjayanthi Movies, và PVP Cinema | ₹175 crore         |
| 8       | Khaidi số 150                  | 2017 | V.V. Vinayak       | Konidela Production Company                                  | ₹164 crore         |
| 9       | Aravinda Sametha Veera Raghava | 2018 | Trivikram Srinivas | Haarika & Hassine Creations                                  | ₹158.6 crore       |
| 10      | Chàng Trai Tuyệt Vời           | 2015 | Koratala Siva      | Mythri Movie Makers                                          | ₹144crore          |